# Лоренсо, Амадор
Амадор Лоренсо Лемос (исп. Amador Lorenzo Lemos; 29 сентября 1954, Буэу, Испания) — испанский футболист, вратарь. Бывший игрок футбольного клуба «Барселона».

## Карьера
Амадор Лоренсо родился и вырос в Галисии. Начинал свой путь в профессиональном футболе в команде «Понтеведра», где на него обратили внимание ведущие специалисты страны. Выступал за юношескую сборную Испании до 18 лет.
В 1975 году его приглашают в молодёжную команду «Реал Мадрид Кастилья». Начиная с первых тренировок смог продемонстрировать свой талант и умение компенсировать невысокий рост с помощью ловкости и реакции. Менее чем через год с ним подписывает контракт основной состав «Реал Мадрида». Спустя два года Амадор переходит в футбольный клуб «Эркулес» из Аликанте.
В 1980 году Амадор Лоренсо становится игроком футбольного клуба «Барселона». В составе «Барсы» Амадор выиграет все возможные испанские трофеи. Последние четыре сезона своей футбольной карьеры проведёт в «Реал Мурсии».
После завершения карьеры игрока Амадор возвращается в родную Галисию и начинает работать в роли селекционера для «Барселоны». Амадор вместе со своим братом Пако открыли собственную пекарню в городе Буэу на улице Монтеро-Риос-де-Буэу.

## Достижения
«Реал Мадрид»
- Чемпион Испании: 1977/78

«Барселона»
- Чемпион Испании: 1984/85
- Обладатель Кубка Испании: 1980/81, 1982/83
- Обладатель Суперкубка Испании: 1983
- Обладатель Кубка испанской лиги: 1983, 1986